# ジュウシマツ

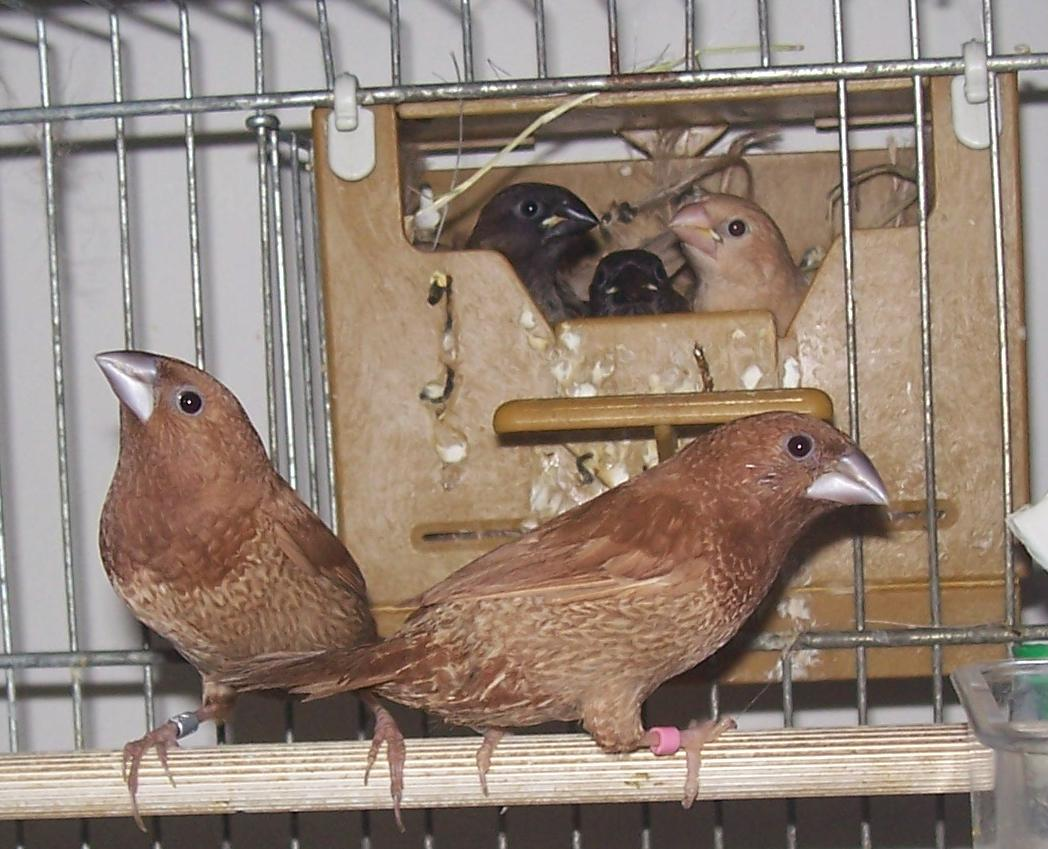
茶色のジュウシマツ

ジュウシマツ（十姉妹・学名：Lonchura striata var. domestica）とは、スズメ目カエデチョウ科の鳥。愛玩用にヒトの手によって作り出された家禽で、野生種は存在しない。

## 特徴
体長約12cm、体重12〜18g。寿命は3年程度、長くても8年などと言われてきたがこれはかつての繁殖のための鳥であったころの飼い方の話で、インコ･ブンチョウのように適切な温度管理やペレットの使用で丁寧に飼えば当然長生きする。13年以上生きているものもいるという。
インコ類やブンチョウと異なり、家禽としての歴史が長いため飛翔力が弱く、かご抜けしても野生では長く生きることができないとされる。
尾は長めで、嘴は太く、真っすぐである。嘴、羽毛、足の色は多様で、親子で遺伝するが、遺伝しない場合もある。

### 毛並み（芸物）による分類
- 梵天 - 頭の羽根が巻き上がっているもの。
- 千代田 - 胸の羽根が巻き上がっているもの。
- 千代田梵天 - 胸と頭の羽根が巻き上がっているもの。
- 中納言 - 頭の羽根が巻き上がり、後頭部の羽根が逆立っているもの。
- 大納言 - 頭の羽根が巻き上がり、首周りの羽根が襟巻きのように全て逆立っているもの。
- キング - 全身の羽根が巻き上がっているもの。飛翔能力は弱い。

## 原種
コシジロキンパラ (Lonchura striata) の一亜種であるチュウゴクコシジロキンパラ (Lonchura striata swinhoei) が、ジュウシマツの原種と考えられている。江戸時代に中国から日本に輸入されたものが、品種改良されて生み出されたとされている。
ジュウシマツは同じカエデチョウ科のキンパラ属（Lonchura）に含まれる種のうちコシジロキンパラ、キンパラ、ギンパラ、ヘキチョウなどとはかなりの近縁にあたり、これらの野鳥とは交配によって繁殖力のある子孫を残すことが可能である。それを利用し、ヨーロッパでは日本とは異なる系統のジュウシマツの品種が産出されている。

## 生態
多頭飼いしても喧嘩せず仲良くしていることから『十姉妹』という漢字を当てられる様に、ジュウシマツは他の鳥に比べて性格がおとなしく温和な性格のため、人にもよく慣れ、飼育は非常に簡単である。初心者向けの飼い鳥である。よって巣引きも容易である。「ヘルパー」として一人餌ができるようになった仔が、給餌などで親の子育てを助ける（自身の弟妹などの世話）ことがある

## 巣引き（繁殖）方法
巣引きには春と秋、3〜4月か9〜10月が最も適している。
庭箱に移し変えるのが理想的であるが、ジュウシマツは飼育下の環境に馴れているので、通常のケージ（鳥かご）でも繁殖可能である。
発情させるために粟玉を与える。粟玉は汚れやすいので毎日交換する。与えすぎると脂肪過多になるので注意。丈夫な卵の殻を形成させるため、青菜やボレー粉を多めに与える。つぼ巣は湯をかけて日干しで乾燥させ、しっかりと消毒しておく。シュロの毛など、巣材になるものをケージの中に入れておく。
正常に交尾が行われて約2日目以降、メスは1日1個ずつ、全部で3〜9個ほどの純白の卵を産む。産卵を始めたら、粟玉を与えるのをやめ、庭箱でない場合は、ケージにつぼ巣の上にかかるように暗い色の布を被せる。産卵を始めたら、親鳥が抱卵をやめてしまうことを防ぐためむやみにつぼ巣を覗き込んだり、ケージの周りで大きな音や振動を発したり、ケージを移動させたりしてはいけない。
卵は約2週間で孵化する。雛は孵化後約20〜30日で巣から顔を出すようになり、約35日後には巣から出て自分で餌を食べられるようになり、約40日後には完全に巣立ちする。その間、孵化しなかった卵や落鳥（死亡）した雛は、親鳥や他の雛への影響を防ぐため、直ちに取り出す。巣立ちした雛は別のケージに移しても良いが冬の時期は注意。
3週間経っても孵化しない場合は無精卵の可能性が高いので、卵を全て取り出して発情からやり直させる。また、雌雄の相性が悪く交尾が正常に行われなかったり、雌雄のどちらかに繁殖機能の欠陥があったりする可能性もあるので、1ヶ月半経過しても産卵が行われなかったり、無精卵しか生まなかったりする場合は、ペアを交換する。

## 言語学とジュウシマツ
ジュウシマツの普段の鳴き声は「プッ、プッ」と電子音を思わせる声であるが、雄は繁殖期に雌に対し、羽毛を逆立てながら「ププピ〜」とさえずる。このジュウシマツのさえずりに複雑な文法構造があることが岡ノ谷一夫により発見された。家禽として飼われ続けたことで天敵や食料について気にする必要がないため、雄が複雑な歌を歌うことが繁殖のアピールになるのだという。